# La novel·lista i la seva pel·lícula
La novel·lista i la seva pel·lícula (originalment en coreà, 소설가의 영화; RR: Soseolgaui Yeonghwa; també transcrit So-seol-ga-ui yeong-hwa) és una pel·lícula dramàtica en blanc i negre de Corea del Sud de l'any 2022 escrita i dirigida per Hong Sang-soo. S'ha subtitulat al català.
L'obra protagonitzada per Lee Hye-young i Kim Min-hee, és descrita com la pel·lícula que, «celebra la bellesa de les trobades casuals, alhora que parla de la importància de l'autenticitat en el món deshonest del cinema» pel director executiu Carlo Shatrian de 72è Festival Internacional de Cinema de Berlín, on es va estrenar a la secció de competició el 16 de febrer de 2022. És el tercer any consecutiu que Hong Sang-soo ha estat convidat al festival. La pel·lícula va guanyar el Gran Premi del Jurat del festival, que representà el quart Os de Plata obingut pel director Hong Sang-soo al llarg de la seva carrera.

## Sinopsi
Jun-hee, una cèlebre novel·lista sud-coreana, viatja a un poblet allunyat de Seül per a retrobar-se amb una amiga llibretera que feia molt de temps que no veia i li demana a la seva ajudanta que tradueixi poesia a la llengua de signes coreana. Tot seguit, es creua amb un director de cinema i una jove actriu que admira molt. Així doncs, decideix de fer-hi un curt, després de veure's en un bloqueig com a autora. Amb tot, l'argument del film no és el que més se'n destaca, sinó la forma en què està fet i els aspectes metalingüístics que té.

## Intèrprets
- Lee Hye-young com a novel·lista Jun-hee
- Kim Min-hee com a Gil-soo, actriu[8]
- Jo Yoon-hee
- Seo Young-hwa
- Kwon Hae-hyo
- Gi Ju-bong
- Park Mi-so
- Ha Seong-guk

## Producció
La pel·lícula va ser rodada durant dues setmanes el març del 2021 als afores de Seül amb Lee Hye-young i Kim Min-hee com a protagonistes. Així doncs, quan es va gravar encara existien restriccions per la pandèmia de la COVID-19 al país. Destaca el fet que no es va mirar d'ocultar aquestes circumstàncies ni tampoc van constituir l'eix central del film, sinó que es van mostrar com un aspecte quotidià de la societat en la qual viuen els personatges: per això els actors no sempre duen la màscara com cal.

## Publicació
La pel·lícula va ser seleccionada per a la seva projecció al 72è Festival Internacional de Cinema de Berlín, que se celebrà del 10 al 20 de febrer de 2022. És el tercer any consecutiu que el director Hong Sang-soo competia pels principals premis de la secció de competició. Les seves dues pel·lícules anteriors The Woman Who Ran (2020) i Introduction (2021) van ser seleccionades a les edicions 70a i 71a del festival, respectivament. La pel·lícula es va projectar el 16 de febrer de 2022 a la Berlinale Palast per primera vegada.

## Recepció
L'agregador de ressenyes Rotten Tomatoes informà d'una puntuació d'aprovació del 100%, basada en 9 ressenyes amb una puntuació mitjana de 7,70/10.
David Rooney, de The Hollywood Reporter, va escriure que la pel·lícula «oculta pensaments sobre la insularitat de les comunitats creatives, el pas del temps a la vida d'un artista i la importància de romandre obert a trobar la veritat fins i tot en allò que semblen connexions aleatòries». Rooney va declarar: «El 27è llargmetratge de Hong és sens dubte no tant un nou capítol essencial, sinó una nota a peu de pàgina de tot el que ha fet el director abans». Guy Lodge, en una ressenya per a Variety, va opinar: «L'última miniatura del prolífic autor sud-coreà no figurarà entre les seves obres més essencials, però encara ofereix molts plaers lúdics». Stephanie Bunbury, de Deadline, va escriure: «Aquí hi ha una altra pel·lícula que camina i parla del favorit del festival Hong Sang-soo, que encapsula una part de la vida coreana amb la seva delicadesa esquiva habitual». Bunbury va concloure que «la pel·lícula en lloc de compartir una sensació de finalització, deixa clar que aquest és el flux de la vida creativa. Ells [el novel·lista i el director] seguiran treballant. És el que fan».
James Mottram, del South China Morning Post, li va donar 3,5 sobre 5 estrelles i va escriure: «La pel·lícula de Hong està impulsada per la suau coincidència i el bon humor». Mottram va opinar que «aquells que no tenen la paciència per a la delicada marca de cinema de Hong poden trobar La novel·lista i la seva pel·lícula frustrant, però aquesta simple història d'interacció humana té una bellesa pròpia». Jake Cole, de la revista Slant Magazine, li va donar 3,5 estrelles de 4 i va escriure: «La novel·lista i la seva pel·lícula suggereix que Hong encara ha d'esgotar els seus mètodes d'obtenció de significat i bellesa del més quotidià dels detalls, i potser que el seu treball més fort encara està per arribar».
Dennis Schwartz va donar a la pel·lícula la puntuació de B+ i va dir que l'espectador ha de «jutjar si Hong Sang-soo aconsegueix fer una pel·lícula agradable i significativa». Tot i això, Schwartz la va trobar «amable, sincera i inspiradora». Rory O'Connor, de The Film Stage, li va assignar la puntuació de B i va trobar els diàlegs «tan punyents i autoreflexius com mai van escriure». Va opinar que la pel·lícula és «modesta, però alegre». Per concloure, va escriure: «L'última pel·lícula de Hong […] és en última instancia una petita oda a l'expressió».

## Premis i nominacions
| Any  | Premi                                               | Categoria                        | Guanyadors / Nominats               | Resultat  | Ref.          |
| ---- | --------------------------------------------------- | -------------------------------- | ----------------------------------- | --------- | ------------- |
| 2022 | Festival Internacional de Cinema de Berlín          | Gran Premi del Jurat (Berlinale) | La novel·lista i la seva pel·lícula | Guanyador | [ 22 ] [ 23 ] |
| 2022 | Premis de l'Associació Coreana de Crítics de Cinema | 10 pel·lícules més destacades    | La novel·lista i la seva pel·lícula | Guanyador | [ 24 ]        |